# Zaton (Dubrovnik)
Zaton se nalazi u Dubrovačko-neretvanskoj županiji i dubrovačko je prigradsko naselje u sastavu grada koje s naseljima Zaton Veliki, Zaton Mali, Štikovica i Vrbica čini jednu cjelinu.

## Zemljopisni položaj
Zaton je smješten u prelijepoj uvali Jadranskog mora, 8 km sjeverozapadno od Dubrovnika, uz Jadransku turističku cestu, a prostire se između naselja Štikovica i Orašac. 
U užem smislu Zaton se dijeli na Veliki i Mali.

## Naziv
Naziv naselja se povezuje s nazivom za morsku uvalu (uvala = zaton) u kojoj je naselje smješteno.

## Povijest
Za vrijeme Dubrovačke Republike Zaton je bio omiljeno mjesto za gradnju ljetnikovaca imućnije dubrovačke vlastele, pa su tu ljetnikovce sagradile obitelji Zamagna, Saraka, Kaboga, Gučetić, Menčetić, Palmotić, Lukarević i Natali. Župna crkva sv. Stjepana sagrađena je u 10. stoljeću. U uvali Soline nalazile su se solane, čiji su vlasnici bili Lukarevići do 1333., a poslije Menčetići.
Tijekom Domovinskog rata, od listopada 1991. do travnja 1992. godine, Zaton su okupirale snage JNA i četničkih postrojbi, pa su mnoge kuće uništene, spaljenje i opljačkane.

## Gospodarstvo
Zaton je naselje u kojem je najrazvijenija grana privrede turizam, iako je jedno od rijetkih naselja u neposrednoj blizini Dubrovnika koje nema hotel, razvijena je uslužna djelatnost iznajmljivanja privatnih soba i apartmana. Uz turizam Zatonjani se bave i ugostiteljstvom, ribarstvom i trgovinom.
U Velikom Zatonu se nalazi nekoliko restorana, caffe barova, trgovina, poštanski ured, turistička agencija, lijepa šljunčana plaža i dobro opremljen auto-kamp.
U Malom Zatonu postoji nekoliko trgovina, restorana, šljunčanih plaža i betonska plaža.

## Stanovništvo
Zaton u velikoj većini nastanjuju Hrvati katoličke vjeroispovjesti, a prema popisu stanovništva iz 2001. godine u mjestu živi 985 stanovnika.
| broj stanovnika | 521   | 521   | 485   | 498   | 489   | 497   | 450   | 457   | 437   | 454   | 434   | 456   | 565   | 707   | 858   | 985   | 1024  |
|                 | 1857. | 1869. | 1880. | 1890. | 1900. | 1910. | 1921. | 1931. | 1948. | 1953. | 1961. | 1971. | 1981. | 1991. | 2001. | 2011. | 2021. |

## Poznate osobe
- Tonko Lonza, hrvatski glumac